# Mary Oliver
Mary Jane Oliver (10 de setembro de 1935 — 17 de janeiro de 2019) foi uma poeta estadunidense que ganhou o National Book Award e o Prêmio Pulitzer. Ela encontrou inspiração para seu trabalho na natureza e manteve o hábito de fazer caminhadas solitárias durante toda a vida. Sua poesia é caracterizada por uma profunda conexão com o meio ambiente. Utiliza uma linguagem sem adornos e imagens simples mas marcantes. Em 2007, Oliver foi a poeta que mais vendeu livros em seu país.

## Início da vida
Mary Oliver nasceu em 10 de setembro de 1935, filha de Edward William e Helen M. (Vlasak) Oliver, em Maple Heights, Ohio, um subúrbio semi-rural de Cleveland. Seu pai era professor de estudos sociais e treinador de atletismo nas escolas públicas de Cleveland. Quando criança, ela passava muito tempo fora de casa, onde gostava de passear ou ler. Em uma entrevista ao Christian Science Monitor em 1992, Oliver comentou sobre crescer em Ohio, dizendo:
"Era pastoral, era bom, uma família grande. Não sei por que senti tanta afinidade com a natureza, exceto que ela estava disponível para mim, essa é a primeira coisa. Estava bem ali. E por quaisquer motivos, senti essas primeiras conexões importantes, essas primeiras experiências sendo feitas com o mundo natural e não com o mundo social." 
Em 2011, em uma entrevista com Maria Shriver, Oliver descreveu sua família como disfuncional, acrescentando que embora sua infância tenha sido muito difícil, escrever a ajudou a criar seu próprio mundo. Oliver revelou na entrevista com Shriver que ela havia sido abusada sexualmente quando criança e tinha pesadelos recorrentes.
Oliver começou a escrever poesia aos 14 anos. Ela se formou na escola secundária local em Maple Heights. No verão de 1951, aos 15 anos, ela participou do National Music Camp em Interlochen, Michigan, agora conhecido como Interlochen Arts Camp, onde estava na seção de percussão da National High School Orchestra. Aos 17 anos, ela visitou a casa da poetisa vencedora do Prêmio Pulitzer Edna St. Vincent Millay, em Austerlitz, Nova York, onde fez amizade com a irmã da falecida poeta, Norma. Oliver e Norma passaram os seis a sete anos seguintes na propriedade organizando os papéis de Edna St. Vincent Millay.
Oliver estudou na Ohio State University e no Vassar College em meados da década de 1950, mas não se formou em nenhuma das faculdades.

## Carreira
Ela trabalhou em ''Steepletop'', propriedade de Edna St. Vincent Millay, como secretária da irmã da poeta. A primeira coleção de poemas de Oliver, No Voyage and Other Poems, foi publicada em 1963, quando ela tinha 28 anos. Durante o início da década de 1980, Oliver lecionou na Case Western Reserve University. Sua quinta coleção de poesia, American Primitive, ganhou o Prêmio Pulitzer de Poesia em 1984.  Ela ocupou a cadeira Poet In Residence na Bucknell University (1986) e Margaret Banister Writer in Residence no Sweet Briar College (1991), logo após se mudando para Bennington, Vermont, onde, por sua vez, ocupou Catharine Osgood Foster Chair for Distinguished Teaching no Bennington College até 2001.
Ela ganhou o Christopher Award e o LL Winship/PEN New England Award por sua peça House of Light (1990), e New and Selected Poems (1992) ganhou o National Book Award. Oliver tinha a natureza como sua principal fonte de inspiração, e em seu trabalho é comum uma admiração natural pelo mundo: "When it's over," ela diz, "I want to say: all my life / I was a bride married to amazement. I was the bridegroom, taking the world into my arms." ("Quando acabar", diz ela, "quero dizer: toda a minha vida / fui uma noiva casada com o encanto. Eu era o noivo, levando o mundo em meus braços.") em "When Death Comes" de New and Selected Poems (1992). Suas coleções Winter Hours: Prose, Prose Poems, and Poems (1999), Why I Wake Early (2004) e New and Selected Poems, Volume 2 (2004) construiu os seus temas. A primeira e a segunda partes de Leaf and the Cloud foram apresentadas em The Best American Poetry 1999 e 2000, e seus ensaios aparecem em Best American Essays 1996, 1998 e 2001. Oliver foi a editora da edição de 2009 do Best American Essays.

## Identidade poética
A poesia de Mary Oliver é baseada em suas memórias de Ohio e de seu lar adotivo na Nova Inglaterra, estabelecendo a maior parte do cenário de sua poesia em Provincetown e em seus arredores após sua mudança para a cidade na década de 1960. Influenciada por Whitman e Thoreau, ela é conhecida por suas observações claras e pungentes do mundo natural. De fato, segundo a Cronologia da Literatura Americana de 1983, o "American Primitive", uma das coleções de poemas de Oliver, "...apresenta um novo tipo de romantismo que se recusa a reconhecer as fronteiras entre a natureza e o eu observador."  Sua criatividade era estimulada pela natureza, e Oliver, uma ávida caminhadora, frequentemente buscava inspiração a pé. Seus poemas estão repletos de imagens de suas caminhadas diárias perto de sua casa: aves marinhas, cobras d'água, as fases da lua e baleias jubarte. Em Long Life ela diz "[I] go off to my woods, my ponds, my sun-filled harbor, no more than a blue comma on the map of the world but, to me, the emblem of everything."  ("[Eu] vou para meus bosques, minhas lagoas, meu porto ensolarado, não mais que uma vírgula azul no mapa do mundo, mas, para mim, o emblema de tudo.") Ela comentou em uma rara entrevista: "Quando as coisas estão indo bem, sabe, a minha caminhada não se torna rápida ou alcança algum lugar: eu apenas paro e escrevo. Essa é uma caminhada de sucesso!" Ela disse que uma vez se viu andando na floresta sem caneta e depois escondeu múltiplos lápis nas árvores em caso de futuras emergências. Ela costumava carregar um caderno costurado à mão de 3 por 5 polegadas para registrar impressões e frases. Maxine Kumin chamou Oliver de "uma patrulheira de pântanos da mesma forma que Thoreau foi um inspetor de tempestades de neve". Oliver afirmou que seus poetas favoritos eram Walt Whitman, Rumi, Hafez, Ralph Waldo Emerson, Percy Bysshe Shelley e John Keats.
Oliver também foi comparada a Emily Dickinson, com quem ela compartilhava uma afinidade pela solidão e monólogos internos. Sua poesia combina introspecção sombria com alegre libertação. Embora tenha sido criticada por escrever poesia que pressupõe uma relação estreita entre a mulher e a natureza, ela afirmou que o eu próprio só se fortalece por meio da imersão na natureza. Oliver também é conhecida por sua linguagem simples e temas acessíveis. A Harvard Review descreveu seu trabalho como um antídoto para "a desatenção e as convenções barrocas de nossas vidas sociais e profissionais. Ela é uma poetisa de sabedoria e generosidade cuja visão nos permite olhar intimamente para um mundo que não foi feito por nós." 
Em 2007, o The New York Times a descreveu como "de longe, a poetisa mais vendida deste país". 

## Vida pessoal
Em uma visita a Austerlitz no final dos anos 1950, Oliver conheceu a fotógrafa Molly Malone Cook, que se tornaria sua parceira por mais de quarenta anos. Em Our World, um livro com as fotos de Cook e trechos de diários que Oliver compilou após a morte de Cook, Oliver escreve: "Dei uma só olhada [em Cook] e me apaixonei, de rompante." Cook era a agente literária de Oliver. Elas moraram em Provincetown, Massachusetts, onde viveram até a morte de Cook em 2005, e onde Oliver continuou a viver até se mudar para a Flórida. De Provincetown, ela se recordou: "Eu também me apaixonei pela cidade, aquela maravilhosa convergência de terra e água; luz mediterrânea; pescadores que ganhavam a vida com o trabalho duro e difícil em seus barcos assustadoramente pequenos; e, tanto residentes quanto visitantes ocasionais, os muitos artistas e escritores. (...) M. e eu decidimos ficar." 
Oliver valorizava sua privacidade e deu poucas entrevistas, dizendo preferir que sua escrita falasse por si mesma.

## Morte
Em 2012, Oliver foi diagnosticada com câncer de pulmão, mas foi tratada e recebeu liberação médica. Oliver morreu de linfoma em 17 de janeiro de 2019, aos 83 anos.

## Comentários críticos
Maxine Kumin descreveu Mary Oliver na Women's Review of Books como um "guia incansável para o mundo natural, particularmente para seus aspectos menos conhecidos". Revendo Dream Work para o The Nation, a crítica Alicia Ostriker colocou Oliver entre as melhores poetas da América: "visionária como Emerson [... ela está] entre os poucos poetas americanos que podem descrever e transmitir êxtase, enquanto mantêm uma consciência prática do mundo como um de predadores e presas."  O revisor do New York Times, Bruce Bennetin, afirmou que a coleção vencedora do Prêmio Pulitzer American Primitive, "insiste na primazia do físico", enquanto Holly Prado, da Los Angeles Times Book Review, observou que sua escrita "toca uma vitalidade no familiar que o investe com uma nova intensidade." 
Vicki Graham sugeriu que as obras de Oliver simplificam demais a afiliação de gênero e natureza: "A celebração de Oliver da dissolução no mundo natural incomoda alguns críticos: seus poemas flertam perigosamente com suposições românticas sobre a estreita associação de mulheres com a natureza que muitos teóricos afirmam colocar a mulher escritora em risco."  Em seu artigo "The Language of Nature in the Poetry of Mary Oliver", Diane S. Bond proclamou que "poucas feministas apreciaram sinceramente o trabalho de Oliver e, embora alguns críticos tenham lido seus poemas como reconstruções revolucionárias do sujeito feminino, outros permanecem céticos que a identificação com a natureza pode empoderar as mulheres."  Em The Harvard Gay & Lesbian Review, Sue Russell observa que "Mary Oliver nunca será uma compositora de baladas da vida lésbica contemporânea na linha de Marilyn Hacker, ou uma importante pensadora política como Adrienne Rich; mas o fato de ela escolher não escrever através de uma postura política ou de outra narrativa semelhante a torna ainda mais valiosa para nossa cultura coletiva."

## Prêmios e homenagens
- Shelley Memorial Award de 1969/70 da Poetry Society of America.[6]
- Bolsa da Fundação Guggenheim de 1980[6]
- Prêmio Pulitzer de Poesia de 1984 para a American Primitive[8]
- Prêmio LL Winship/PEN New England de 1991 para House of Light[22]
- National Book Award for Poetry de 1992 para Poemas Novos e Selecionados[9]
- Lannan Literary Award de 1998 por poesia[6]
- 1998 Doutorado Honorário do Instituto de Arte de Boston[6]
- 2003 Membro honorário da Phi Beta Kappa naUniversidade de Harvard.[23]
- 2007 Doutorado Honorário no Dartmouth College[6]
- 2008 Doutorado Honorário no Tufts University[6]
- 2012 Doutorado Honorário da no Marquette University[24]
- 2012 Goodreads Choice Award de Melhor Poesia por A Thousand Mornings[25]